# Laurindo de Almeida

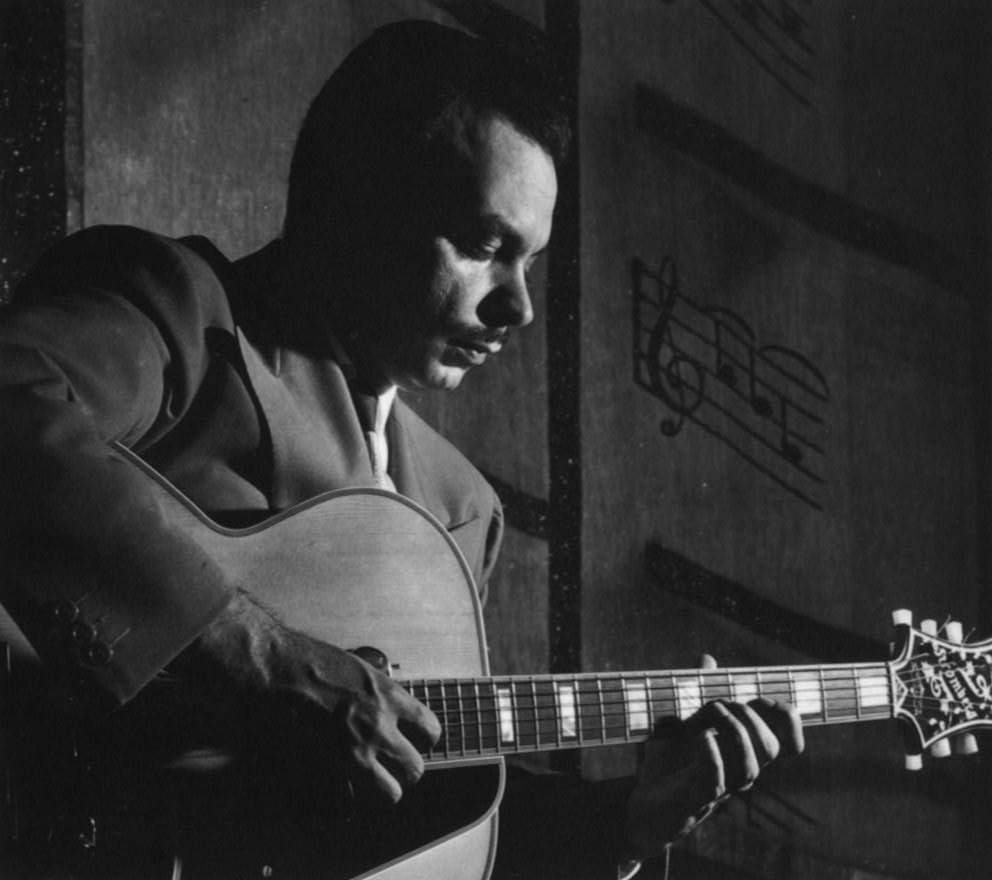
Laurindo Almeida, omkring 1947.

Laurindo de Almeida, född 2 september 1917 i Miracatu nära Santos i delstaten São Paulo, död 26 juli 1995 i São Paulo, var en brasiliansk gitarrist och utvecklare av musikstilen bossa nova. Han var först verksam i Rio de Janeiro där han ledde sin egen orkester på Casino da Urca. Almeida flyttade 1947 från Brasilien till Los Angeles och Hollywood, där han var solist i Stan Kentons jazzband. Han blev bekant med de största och var en flitigt anlitad studiomusiker. Han släppte 1953 albumet Brazilliance, som anses vara den första brasilianska jazzen.